# NGC 4943
NGC 4943 é uma galáxia lenticular (SB0) localizada na direcção da constelação de Coma Berenices. Possui uma declinação de +28° 05' 01" e uma ascensão recta de 13 horas, 03 minutos e 45,0 segundos.
A galáxia NGC 4943 foi descoberta em 20 de Abril de 1865 por Heinrich Louis d'Arrest.